# Calopteryx unicolor
Calopteryx unicolor är en trollsländeart som beskrevs av Aleksandr Nikolaevich Bartenev 1912. Calopteryx unicolor ingår i släktet Calopteryx och familjen jungfrusländor. Inga underarter finns listade i Catalogue of Life.